# Роканова (Потенца)
Роканова (итал. Roccanova) је насеље у Италији у округу Потенца, региону Базиликата.
Према процени из 2011. у насељу је живело 1142 становника. Насеље се налази на надморској висини од 667 м.

## Становништво
Према резултатима пописа становништва 2011. у општини је живело 1.644 становника.
| 1931. | 1936. | 1951. | 1961. | 1971. | 1981. | 1991. | 2001. | 2011. |
| ----- | ----- | ----- | ----- | ----- | ----- | ----- | ----- | ----- |
| 2.280 | 2.465 | 2.638 | 2.498 | 2.210 | 2.092 | 2.023 | 1.759 | 1.644 |